# Рёбер, Юрген
Юрген Рёбер (нем. Jürgen Röber, 25 декабря 1953, Гернроде, Саксония-Анхальт, ГДР) — немецкий футболист и тренер.

## Биография
В качестве тренера Рёбер добился наибольших успехов с берлинской «Гертой». В 1997 году он вывел команду в Бундеслигу, через два года занял с «Гертой» третье место в чемпионате Германии, дающее право участвовать в Лиге чемпионов.
20 августа 2008 года Рёбер был назначен тренером подмосковного «Сатурна». Первую игру под его руководством клуб провёл 24 августа в рамках 19-го тура чемпионата России, в котором обыграл «Луч-Энергия» со счётом 2:1. 15 мая 2009 года Рёбер был уволен с должности по причине неудовлетворительной игры команды в чемпионате России 2009.
В июне 2009 года Рёбер подписал контракт по схеме 1+1 с турецким футбольным клубом «Анкараспор», выступающим в Турецкой футбольной суперлиге. Однако вскоре после его назначения команда была переведена во второй дивизион, а после и вовсе отстранена от участия в чемпионате Турции.

## Достижения
- Чемпион ФРГ: 1981.

## Личная жизнь
Рёбер был дважды женат, у него есть сын и пасынок.